# David Adams (tennisser)
David Dixie Adams (Durban, 5 januari 1970) is een voormalig tennisser uit Zuid-Afrika. Tussen 1989 en 2003 kwam hij uit in het professionele circuit. Adams was vooral succesvol in het dubbelspel met negentien ATP-toernooi-overwinningen. Daarnaast won hij met Mariaan de Swardt in het gemengd dubbelspel het Australian Open in 1999 en Roland Garros in 2000. Met zijn landgenoot John-Laffnie de Jager wist hij in 2000 de troostfinale te bereiken van het olympisch toernooi in Sydney. Daarin verloor het Zuid-Afrikaanse koppel van de Spanjaarden Àlex Corretja en Albert Costa: 6-2, 4-6 en 3-6.

## Palmares
| Legenda                       | Legenda               |
| ----------------------------- | --------------------- |
| Grand Slam                    |                       |
| Olympische Spelen             |                       |
| tot 2009                      | vanaf 2009            |
| Tennis Masters Cup            | ATP Finals            |
| ATP Masters Series            | ATP Tour Masters 1000 |
| ATP International Series Gold | ATP Tour 500          |
| ATP International Series      | ATP Tour 250          |

### Mannendubbelspel
| Nr.              | Datum      | Toernooi              | Ondergrond    | Partner               | Tegenstanders in finale                 | Score            |         |
| ---------------- | ---------- | --------------------- | ------------- | --------------------- | --------------------------------------- | ---------------- | ------- |
| gewonnen finales |            |                       |               |                       |                                         |                  |         |
| 1.               | 1992-05-03 | ATP München           | Gravel        | Menno Oosting         | Tomas Anzari Carl Limberger             | 3-6, 7-5, 6-3    | details |
| 2.               | 1993-03-07 | ATP Kopenhagen        | Tapijt (i)    | Andrej Olchovski      | Martin Damm Daniel Vacek                | 6-3, 3-6, 6-3    | details |
| 3.               | 1993-04-04 | ATP Estoril           | Gravel        | Andrej Olchovski      | Menno Oosting Udo Riglewski             | 6-3, 7-5         | details |
| 4.               | 1994-02-20 | ATP Stuttgart Indoor  | Tapijt (i)    | Andrej Olchovski      | Grant Connell Patrick Galbraith         | 6-7, 6-4, 7-6    | details |
| 5.               | 1994-03-20 | ATP Casablanca        | Gravel        | Menno Oosting         | Cristian Brandi Federico Mordegan       | 6-3, 6-4         | details |
| 6.               | 1994-08-07 | ATP Kitzbühel         | Gravel        | Andrej Olchovski      | Sergio Casal Emilio Sánchez             | 6-7, 6-3, 7-5    | details |
| 7.               | 1995-01-15 | ATP Jakarta           | Hardcourt     | Andrej Olchovski      | Ronald Agénor Shuzo Matsuoka            | 7-5, 6-3         | details |
| 8.               | 1995-02-12 | ATP Marseille         | Tapijt (i)    | Andrej Olchovski      | Jean-Philippe Fleurian Rodolphe Gilbert | 6-1, 6-4         | details |
| 9.               | 1996-03-10 | ATP Rotterdam         | Tapijt (i)    | Marius Barnard        | Hendrik Jan Davids Cyril Suk            | 6-3, 5-7, 7-6    | details |
| 10.              | 1997-02-23 | ATP Antwerpen         | Hardcourt (i) | Olivier Delaître      | Sandon Stolle Cyril Suk                 | 3-6, 6-2, 6-1    | details |
| 11.              | 1999-02-21 | ATP Rotterdam         | Tapijt (i)    | John-Laffnie de Jager | Neil Broad Peter Tramacchi              | 6-7, 6-3, 6-4    | details |
| 12.              | 1999-07-11 | ATP Båstad            | Gravel        | Jeff Tarango          | Nicklas Kulti Mikael Tillström          | 7-6, 6-4         | details |
| 13.              | 1999-09-19 | ATP Bournemouth       | Gravel        | Jeff Tarango          | Michael Kohlmann Nicklas Kulti          | 6-3, 6-7, 7-6    | details |
| 14.              | 2000-02-20 | ATP Rotterdam         | Hardcourt (i) | John-Laffnie de Jager | Tim Henman Jevgeni Kafelnikov           | 5-7, 6-2, 6-3    | details |
| 15.              | 2000-02-27 | ATP Londen            | Hardcourt (i) | John-Laffnie de Jager | Jan-Michael Gambill Scott Humphries     | 6-3, 6-7, 7-6    | details |
| 16.              | 2000-05-17 | ATP München           | Gravel        | John-Laffnie de Jager | Maks Mirni Nenad Zimonjić               | 6-4, 6-4         | details |
| 17.              | 2002-09-15 | ATP Tasjkent          | Hardcourt     | Robbie Koenig         | Raemon Sluiter Martin Verkerk           | 6-2, 7-5         | details |
| 18.              | 2002-10-27 | ATP St. Petersburg    | Hardcourt (i) | Jared Palmer          | Irakli Labadze Marat Safin              | 7-6, 6-3         | details |
| 19.              | 2003-01-12 | ATP Auckland          | Hardcourt     | Robbie Koenig         | Tomáš Cibulec Leoš Friedl               | 7-6, 3-6, 6-3    | details |
| verloren finales |            |                       |               |                       |                                         |                  |         |
| 1.               | 1992-06-08 | Roland Garros         | Gravel        | Andrej Olchovski      | Jakob Hlasek Marc Rosset                | 7-6, 5-7         | details |
| 2.               | 1992-11-15 | ATP Moskou            | Tapijt (i)    | Andrej Olchovski      | Marius Barnard John-Laffnie de Jager    | 4-6, 6-3, 6-7    | details |
| 3.               | 1993-02-28 | ATP Rotterdam         | Tapijt (i)    | Andrej Olchovski      | Henrik Holm Anders Järryd               | 4-6, 6-7         | details |
| 4.               | 1993-06-13 | ATP Rosmalen          | Gras          | Andrej Olchovski      | Patrick McEnroe Jonathan Stark          | 6-7, 6-1, 4-6    | details |
| 5.               | 1993-09-19 | ATP Bordeaux          | Hardcourt (i) | Andrej Olchovski      | Pablo Albano Javier Frana               | 6-7, 6-4, 3-6    | details |
| 6.               | 1993-10-17 | ATP Bolzano           | Hardcourt     | Andrej Olchovski      | Hendrik Jan Davids Piet Norval          | 3-6, 2-6         | details |
| 7.               | 1994-01-09 | ATP Adelaide          | Hardcourt     | Byron Black           | Mark Kratzmann Andrew Kratzmann         | 4-6, 3-6         | details |
| 8.               | 1994-04-03 | ATP Osaka             | Hardcourt     | Andrej Olchovski      | Martin Damm Sandon Stolle               | 4-6, 4-6         | details |
| 9.               | 1994-07-31 | ATP Hilversum         | Gravel        | Andrej Olchovski      | Daniel Orsanic Jan Siemerink            | 4-6, 2-6         | details |
| 10.              | 1994-10-23 | ATP Peking            | Tapijt (i)    | Andrej Olchovski      | Tommy Ho Kent Kinnear                   | 6-7, 3-6         | details |
| 11.              | 1994-11-13 | ATP Moskou            | Tapijt (i)    | Andrej Olchovski      | Jacco Eltingh Paul Haarhuis             | walk-over        | details |
| 12.              | 1996-05-26 | ATP Sankt Pölten      | Gravel        | Menno Oosting         | Ctislav Doseděl Pavel Vízner            | 7-6, 4-6, 3-6    | details |
| 13.              | 1996-07-28 | ATP Kitzbühel         | Gravel        | Menno Oosting         | Libor Pimek Byron Talbot                | 6-7, 3-6         | details |
| 14.              | 1996-09-15 | ATP Boekarest         | Gravel        | Menno Oosting         | David Ekerot Jeff Tarango               | 6-7, 6-7         | details |
| 15.              | 1996-09-29 | ATP Bazel             | Hardcourt (i) | Menno Oosting         | Jevgeni Kafelnikov Daniel Vacek         | 3-6, 4-6         | details |
| 16.              | 1997-03-02 | ATP Milaan            | Tapijt (i)    | Andrej Olchovski      | Pablo Albano Peter Nyborg               | 4-6, 6-7         | details |
| 17.              | 1997-06-15 | ATP Halle             | Gras          | Marius Barnard        | Karsten Braasch Michael Stich           | 6-7, 3-6         | details |
| 18.              | 1997-11-09 | ATP Moskou            | Tapijt (i)    | Fabrice Santoro       | Martin Damm Cyril Suk                   | 4-6, 3-6         | details |
| 19.              | 1998-05-10 | ATP Hamburg           | Gravel        | Brett Steven          | Donald Johnson Francisco Montana        | 2-6, 5-7         | details |
| 20.              | 1998-05-24 | ATP Sankt Pölten      | Gravel        | Wayne Black           | Jim Grabb David Macpherson              | 4-6, 4-6         | details |
| 21.              | 1998-10-18 | ATP Wenen             | Tapijt (i)    | John-Laffnie de Jager | Jevgeni Kafelnikov Daniel Vacek         | 5-7, 3-6         | details |
| 22.              | 1998-10-25 | ATP Ostrava           | Tapijt (i)    | Pavel Vízner          | Nicolas Kiefer David Prinosil           | 4-6, 3-6         | details |
| 23.              | 1999-02-07 | ATP Marseille         | Hardcourt (i) | Pavel Vízner          | Maks Mirni Andrej Olchovski             | 5-7, 6-7         | details |
| 24.              | 1999-02-14 | ATP Dubai             | Hardcourt     | John-Laffnie de Jager | Wayne Black Sandon Stolle               | 6-4, 1-6, 4-6    | details |
| 25.              | 1999-05-16 | ATP Rome              | Gravel        | John-Laffnie de Jager | Ellis Ferreira Rick Leach               | 7-6, 1-6, 2-6    | details |
| 26.              | 1999-08-21 | ATP Washington        | Hardcourt     | John-Laffnie de Jager | Justin Gimelstob Sébastien Lareau       | 5-7, 7-6, 3-6    | details |
| 27.              | 1999-10-03 | ATP Toulouse          | Hardcourt (i) | John-Laffnie de Jager | Olivier Delaître Jeff Tarango           | 6-3, 6-7, 4-6    | details |
| 28.              | 1999-10-31 | ATP Stuttgart Indoor  | Hardcourt (i) | John-Laffnie de Jager | Jonas Björkman Byron Black              | 7-6, 6-7, 0-6    | details |
| 29.              | 2000-04-16 | ATP Estoril           | Gravel        | Joshua Eagle          | Donald Johnson Piet Norval              | 4-6, 5-7         | details |
| 30.              | 2001-01-14 | ATP Auckland          | Hardcourt     | Martín García         | Marius Barnard Jim Thomas               | 6-7, 4-6         | details |
| 31.              | 2001-03-04 | ATP Acapulco          | Gravel        | Martín García         | Donald Johnson Gustavo Kuerten          | 3-6, 6-7         | details |
| 32.              | 2002-03-10 | ATP Delray Beach      | Hardcourt     | Ben Ellwood           | Martin Damm Cyril Suk                   | 4-6, 7-6, [5-10] | details |
| 33.              | 2002-07-21 | ATP Stuttgart Outdoor | Gravel        | Gastón Etlis          | Joshua Eagle David Rikl                 | 3-6, 4-6         | details |

## Resultaten grandslamtoernooien
| Legenda | Legenda                          |
| ------- | -------------------------------- |
| g.t.    | geen toernooi gehouden           |
| l.c.    | lagere categorie                 |
| –       | niet deelgenomen                 |
| G       | uitgeschakeld in de groepsfase   |
| 1R      | uitgeschakeld in de eerste ronde |
| 2R      | uitgeschakeld in de tweede ronde |
| 3R      | uitgeschakeld in de derde ronde  |
| 4R      | uitgeschakeld in de vierde ronde |
| KF      | uitgeschakeld in de kwartfinale  |
| HF      | uitgeschakeld in de halve finale |
| F       | de finale verloren               |
| W       | het toernooi gewonnen            |
| w-v     | winst/verlies-balans             |

### Enkelspel
| toernooi        | 1996 |
| --------------- | ---- |
| Australian Open | 1R   |
| Roland Garros   | –    |
| Wimbledon       | –    |
| US Open         | –    |

### Mannendubbelspel
| Toernooi        | 1990 | 1991 | 1992 | 1993 | 1994 | 1995 | 1996 | 1997 | 1998 | 1999 | 2000 | 2001 | 2002 | 2003 |
| --------------- | ---- | ---- | ---- | ---- | ---- | ---- | ---- | ---- | ---- | ---- | ---- | ---- | ---- | ---- |
| Australian Open | 2R   | –    | 2R   | 1R   | 3R   | 2R   | 1R   | 1R   | 2R   | 3R   | 2R   | 3R   | 3R   | 2R   |
| Roland Garros   | –    | –    | F    | 2R   | HF   | 1R   | 2R   | 1R   | 1R   | 1R   | 1R   | 1R   | 2R   | 1R   |
| Wimbledon       | –    | 2R   | 1R   | 2R   | 1R   | 1R   | 1R   | 1R   | 1R   | 3R   | HF   | 3R   | 2R   | 2R   |
| US Open         | –    | 1R   | 1R   | HF   | KF   | 1R   | 3R   | KF   | 3R   | 2R   | 1R   | 1R   | 1R   | 1R   |

### Gemengd dubbelspel
| toernooi        | 1992 | 1993 | 1994 | 1995 | 1996 | 1997 | 1998 | 1999 | 2000 | 2001 | 2002 | 2003 |
| --------------- | ---- | ---- | ---- | ---- | ---- | ---- | ---- | ---- | ---- | ---- | ---- | ---- |
| Australian Open | –    | –    | 2R   | KF   | 1R   | 1R   | 2R   | W    | HF   | 2R   | 1R   | KF   |
| Roland Garros   | –    | 1R   | 1R   | –    | 1R   | 2R   | 1R   | KF   | W    | 1R   | 1R   | 1R   |
| Wimbledon       | 1R   | 1R   | 1R   | 1R   | 1R   | 2R   | 1R   | 1R   | 2R   | 1R   | 2R   | 1R   |
| US Open         | 2R   | 1R   | 1R   | 1R   | 2R   | –    | 1R   | –    | –    | 2R   | 1R   | –    |